# Eisenbahnunfall von Castlecary
Der Eisenbahnunfall von Castlecary war ein Auffahrunfall am 10. Dezember 1937 bei Castlecary, Schottland, Großbritannien. 35 Menschen starben.

## Ausgangslage
Es war bereits dunkel und starker Schneefall behinderte auch den Eisenbahnbetrieb der London and North Eastern Railway (LNER): Weichen waren nicht mehr zu bedienen und mussten erst freigeschaufelt werden. Die Sicht war schlecht. Züge stauten sich auf der Strecke. Sie waren nach hinten unter anderem auch durch ein „Halt“ zeigendes Einfahrsignal des Bahnhofs Castlecary gesichert. Auf diesen fuhr der Schnellzug von Dundee nach Glasgow zu. Er führte Personenwagen, die noch Holzaufbauten hatten.

## Unfallhergang
Der Lokomotivführer des Schnellzugs erkannte das „Halt“ zeigende Einfahrsignal nicht und fuhr in den Bahnhof hinein. Ein Mitarbeiter des Stellwerks hielt daraufhin sofort als Hilfssignal eine rote Lampe aus dem Fenster. Der Zug fuhr vorbei und der Mitarbeiter glaubte, der Lokomotivführer habe es nicht gesehen und sei weiter gefahren. Er gab ein Alarmsignal an die entsprechenden voraus liegenden Streckenabschnitte, dass ein „Zug außer Kontrolle“ unterwegs sei. Der Lokomotivführer hatte das Hilfssignal aber doch gesehen und hielt den Schnellzug an. Das wiederum konnte der Stellwerksmitarbeiter wegen der schlechten Sichtverhältnisse nicht mehr beobachten.
Es folgte der Schnellzug von Edinburgh nach Glasgow. Auch dessen Lokomotivführer sah das „Halt“ zeigende Einfahrsignal des Bahnhofs Castlecary nicht und fuhr durch den Bahnhof. Der Stellwerkmitarbeiter unternahm nichts, da er davon ausging, dass der vorausfahrende Zug den Streckenabschnitt geräumt habe. Der zweite Schnellzug fuhr mit etwa 100 km/h in den Zugschluss des ersten, stehenden Zuges, der dabei 50 Meter nach vorne gedrückt wurde. Die drei letzten Wagen des vorderen Zuges wurden komplett zerstört.

## Folgen
35 Menschen starben, 179 wurden darüber hinaus verletzt.